# Märchenmond
Märchenmond - A Terra das Florestas Sombrias (título original: Märchenmond) é um romance fictício escrito pelos escritores alemães Wolfgang e Heike Hohlbein em 1982.
Este livro foi o primeiro sucesso de Hohlbein como um escritor e o ponto de partida para sua carreira de um dos mais conhecidos e produtivos escritores de ficção. O livro foi publicado em mais de doze países e vendeu mais de 2 mihões de cópias, e é o primeiro romance de Hohlbein a ser publicado em inglês em 2006.
Foi publicado no Brasil em 2006 pela Prestigio Editorial.

## Sequências
A história das aventuras de Kim em Märchenmond foi continuada em um segundo romance, Märchenmonds Kinder (Os Filhos das Terras Sombrias) em 1990 e um terceiro, Märchenmonds Erben (Os Herdeiros da Floresta) em 1998.